# HD72881
HD72881 — хімічно пекулярна зоря спектрального класу B9, що має видиму зоряну величину в смузі V приблизно  7,4.
Вона  розташована на відстані близько 732,9 світлових років від Сонця.

## Пекулярний хімічний склад
Зоряна атмосфера HD72881 має підвищений вміст 
Si
.